# Greatest Hits +5つの未発表
Greatest Hits + Five Unreleasedは、1998年にアメリカの歌手/ミュージシャンのスティーヴ・ペリーによってリリースされた最大のヒット曲。このアルバムには、彼の2枚のソロアルバムStreet Talk （1984）とFor the Love of Strange Medicine （1994）のヒット曲、放棄されたソロプロジェクトAgainst the Wallの未発表トラック、デモ、bサイド、コラボレーションが含まれています。
アゲインストザウォールはもともとペリーのセカンドソロアルバムになる予定でした。 ソニーミュージックがコロムビアレコードを買収した時期に、企業幹部によって棚上げされた。 この幹部は、アルバムの音楽的な方向性についてあまり確信がありませんでした。 これらのトラックのうち7つは後にこのアルバムでリリースされ、残りは2006年のFor the Love of StrangeMedicineの再発行でボーナストラックとしてリリースされました。 彼はアルバムの小冊子の中で、これらの曲をまとめて「Better LateThanNever」と呼ぶべきだと述べています。 

## トラックリスト
| # | タイトル | 作詞 | 作曲・編曲 |
| - | -------- | ---- | ---------- |

| # | タイトル | 作詞 | 作曲・編曲 |
| - | -------- | ---- | ---------- |